# キャリー・オン (FUN.の曲)
「キャリー・オン」（Carry On）は、アメリカ合衆国のインディー・ポップ・バンドであるFUN.の楽曲。2012年2月21日にフュエルド・バイ・ラーメンから発売された2作目のスタジオ・アルバム『サム・ナイツ 〜蒼い夜〜』に収録され、10月23日にアルバムからの第3弾シングルとして発売された。作詞作曲はバンドのメンバーであるネイト・ルイス、アンドリュー・ドスト、ジャック・アントノフの3人とアルバムのプロデュースを手がけたジェフ・バスカーの共作。

## 歌詞と曲の構成
「キャリー・オン」のキーはFメジャーで、テンポは145 BPM。曲は「辛い時期を耐える力」を題材としていて、歌詞では主人公が飲み屋で友人に対して身近な人間の死について話している様子が描かれている。音楽雑誌『Under the Radar』のオースティー・サールマンは、本作を「悲嘆のバラード」と称している。
本作でジャック・アントノフは「スラッシュのような嘆きの」ギターソロを披露している。

## 楽曲の披露
2012年11月3日、FUN.はNBC『サタデー・ナイト・ライブ』に出演し、「サム・ナイツ」とともに本作を演奏した。
2013年2月10日に行なわれた『第55回グラミー賞』の式典でも披露された。

## クレジット
※出典
- ネイト・ルイス – ボーカル、作詞作曲
- アンドリュー・ドスト – バックグラウンド・ボーカル、作詞作曲
- ジャック・アントノフ – ギター、作詞作曲
- ジェフ・バスカー – 作詞作曲、編曲、プロデュース、ミキシング、エンジニア
- パット・レイノルズ – プログラミング
- ロージー・ダンヴァーズ – チェロ
- ジェーン・オリヴァー – チェロ
- ルーシー・ショー – ダブルベース
- クロエ・ヴィンセント – フルート
- リチャード・アシュトン – フレンチ・ホルン
- コリーヌ・ベイリー – フレンチ・ホルン
- リチャード・ビゼル – フレンチ・ホルン
- マーク・フロスト – トロンボーン
- パット・ハートレー – トロンボーン
- トレヴァー・マイアーズ – トロンボーン
- ナタリー・ケイヴィー – ヴィオラ
- エマ・オーウェンズ – ヴィオラ
- ナターリア・ボナー – ヴァイオリン
- ステファニー・ケイヴィー – ヴィオラ
- サリー・ジャクソン – ヴァイオリン
- ジェニー・サシャ – ヴァイオリン
- ピート・ビスチョフ – サポート・エンジニア
- ノア・ゴールドステイン – サポート・エンジニア
- アンドリュー・ドーソン – エンジニア
- トミー・D – プロデュース
- クリス・ゲーリンジャー – マスタリング

## チャート成績
「キャリー・オン」は、2013年1月19日付のBillboard Hot 100で初登場し、3月20日付の同チャートで最高位20位を記録。同チャートでの上位20位入りは自身3作目のとなった。2013年4月時点で100万を超えるダウンロード数を記録している。

### 週間チャート
| チャート (2012年 - 2013年)                  | 最高位 |
| ------------------------------------------- | ------ |
| オーストラリア (ARIA)                       | 44     |
| ベルギー (Ultratip Flanders)                | 26     |
| カナダ (Canadian Hot 100)                   | 18     |
| カナダ AC (Billboard)                       | 16     |
| カナダ Hot AC (Billboard)                   | 10     |
| カナダ ロック (Billboard)                   | 44     |
| アイルランド (IRMA)                         | 46     |
| イスラエル (Media Forest)                   | 7      |
| イタリア (FIMI)                             | 26     |
| 日本 (Japan Hot 100)                        | 93     |
| Mexico Ingles Airplay (Billboard)           | 1      |
| ニュージーランド (Recorded Music NZ)        | 28     |
| US Billboard Hot 100                        | 20     |
| US Adult Contemporary (Billboard)           | 14     |
| US Adult Top 40 (Billboard)                 | 4      |
| US Alternative Airplay (Billboard)          | 7      |
| US Hot Rock & Alternative Songs (Billboard) | 2      |
| US Pop Airplay (Billboard)                  | 17     |

### 年間チャート
| チャート (2013年)                      | 順位 |
| -------------------------------------- | ---- |
| カナダ (Canadian Hot 100)              | 69   |
| イタリア (FIMI)                        | 97   |
| US Billboard Hot 100                   | 76   |
| US Adult Alternative Songs (Billboard) | 11   |
| US Adult Pop Songs (Billboard)         | 16   |
| US Alternative Songs (Billboard)       | 22   |
| US Hot Rock Songs (Billboard)          | 14   |
| US Rock Airplay (Billboard)            | 15   |

## 認定
| 国/地域                                                     | 認定        | 認定/売上数 |
| ----------------------------------------------------------- | ----------- | ----------- |
| カナダ (Music Canada)                                       | Platinum    | 80,000*     |
| イタリア (FIMI)                                             | Gold        | 15,000*     |
| ニュージーランド (RMNZ)                                     | Gold        | 7,500*      |
| アメリカ合衆国 (RIAA)                                       | 2× Platinum | 2,000,000   |
| * 認定のみに基づく売上数 · 認定のみに基づく売上数と再生回数 |             |             |